# مصنع حلوان للصناعات المتطورة
مصنع حلوان للصناعات المتطورة هو إحدى مصانع التابع للهيئة العربية للتصنيع.

## المهام
منتجات الفيبر جلاس ( كراسي وتجهيزات الاستادات المكشوفة والصالات المغطاة وحمامات السباحة / التكسيات الداخلية لعربات السكك الحديدية ووسائل المواصلات / بنشات المعامل للمدارس والجامعات / ريش مراوح ابراج التبريد / ريش توربينات الرياح / كبائن السيارات / قوارب النزهة (اليخوت) / اعمدة الإنارة / علب ولوحات الكهرباء / ) - مواسير البولي ايثيلين عالى الكثافة لشبكات ( الغاز الطبيعي / الصرف الصحي / مياه الشرب ) باقطار ( 32- 1200) مم - وصلات اللحام الكهربي ( بولى ايثيلين ) باقطار ( 32 - 315 ) مم لمواسير الغاز الطبيعي